# Zenón Bustos y Ferreyra
Zenón Bustos y Ferreyra O.F.M. (Punilla, 26 de diciembre de 1850 - Córdoba, 13 de abril de 1925) fue un religioso franciscano argentino, que ocupó la cátedra diocesana de Córdoba entre 1905 y 1925.

## Biografía
Nacido en un pequeño pueblo de la provincia de Córdoba, se educó en el convento de los franciscanos en la capital provincial; ingresó en la orden en 1868. Se ordenó presbítero en Buenos Aires en abril de 1874.
Fue profesor de matemáticas, filosofía, derecho canónico, teología y moral en el Convento franciscano. Fue también presidente y guardián del convento en varios períodos, y dio un gran impulso a la Tercera orden de San Francisco, de la cual fue Superior. Posteriormente fue Visitador provincial de la Orden.
Desde muy joven fue cronista e historiador de la orden franciscana, y de la histórica eclesiástica de la Argentina en general, tema del cual publicó varias obras. En 1903 publicó los Anales de la Universidad de Córdoba, que registra preferentemente la historia eclesiástica de esa casa de estudios. Años más tarde publicaría una Génesis de la Idea de Emancipación Política de 1810.
En 1903 fue propuesto para obispo de Córdoba por el presidente Julio Argentino Roca, y fue nombrado para el puesto por la Santa Sede poco después. Fue ordenado Obispo el 25 de abril de 1905, de manos del arzobispo Mariano Espinosa.
Durante su gestión celebró un sínodo diocesano, mejoró la enseñanza en el seminario conciliar, restauró y decoró la Catedral de Córdoba, y recorrió activamente toda su diócesis. Dirigió la construcción de varios colegios católicos en su diócesis, y también de colegios dirigidos por los franciscanos fuera de ella, en Buenos Aires, Catamarca y Tucumán. Proclamó el Santuario de San Nicolás de Bari, actual Catedral de la ciudad de La Rioja.
Apoyó con entusiasmo la coronación de la imagen de la Virgen del Carmen en Mendoza, la misma que José de San Martín había proclamado patrona del Ejército de los Andes. Publicó un libro sobre El proyecto de cruzar los Andes por el general San Martín y el fervor a la Virgen de Cuyo. También dejaría un archivo ordenado que tituló Colecciones de Documentos Históricos de la Diócesis de Córdoba.
Tuvo una activa actuación social y fue un gran impulsor de la "Unión Popular Católica Argentina", a través de la cual buscó el bienestar de los obreros de su diócesis, siempre firmemente sometidos a la autoridad eclesiástica, y exigiendo respeto y hasta sumisión hacia los patrones. En 1922 organizó en su sede el Congreso Nacional de la UPCN, con participación de gran cantidad de delegados, aunque los palcos y puestos principales fueron ocupados por profesionales y patrones de las clases altas.
Estaba vivamente preocupado por el avance de la izquierda política y las acciones que él consideraba demagogia, y fue un firme opositor a la Reforma Universitaria. Su carta pastoral titulada La revolución social que nos amenaza identificaba la Reforma con el marxismo, e impulsó las marchas en contra de la misma por parte de fieles católicos.
Alrededor de 1920 sufrió un derrame cerebral que paralizó casi por completo su acción pastoral. Falleció en su sede episcopal en abril de 1925.
Varias calles de su provincia natal llevan el nombre del Obispo Bustos.